# Вінець (планетна номенклатура)
У планетній номенклатурі, вінець (або корона) — це овальне підвищення у рельєфі. Зазвичай, терміни планетної номенклатури описують лише зовнішній вигляд об'єкту і нічого не вказують про його походження. Таким чином, першочергово термін "вінець" не був терміном планетної геології, хоча з часом він став загальноприйнятим і в геологічних описах, наприклад, венеріанські вінці. Термін зараз використовується для об'єктів Венери (341) та Міранди (3), однак, ймовірно, природа цих утворів різна.

## Вінці на Венері

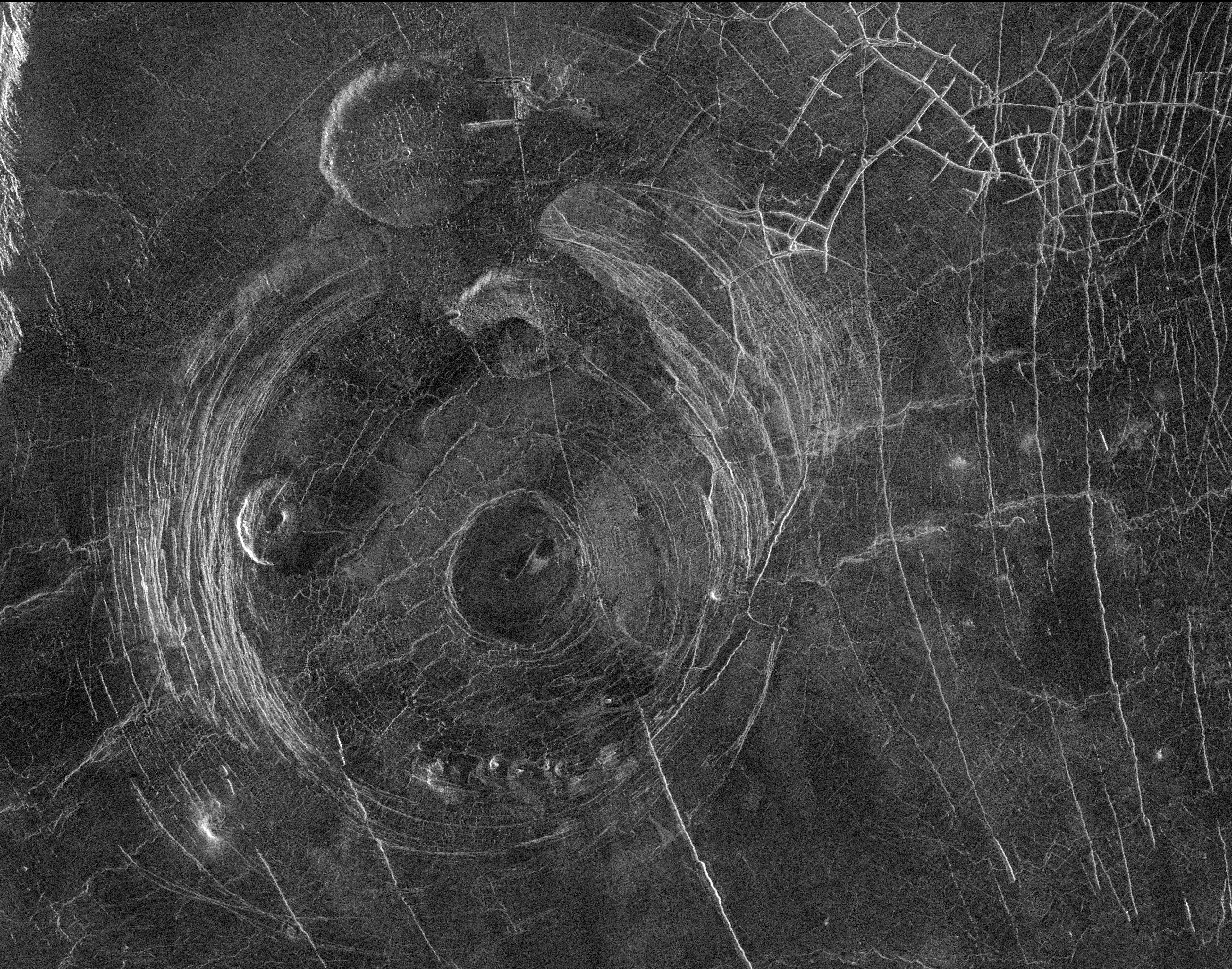
Вінець Фотла

Поверхня Венери здебільшого сформована базальтовим вулканізмом, компресійними і розтягувальними тектонічними деформаціями, що у рельєфі проявляються як концентрично-тріщинуваті вінця та тессери. На Венері вінці зазвичай мають великі розміри (декілька сотень кілометрів у поперечнику) і сліди вулканічної діяльності.
Вперше вінці були виявлені в 1983 році, коли радіолокаційне обладнання космічних кораблів "Венера-15" та "Венера-16" отримало зображення з високою роздільною здатністю рельєфу, що раніше вважався ударними кратерами.
Вважається, що вінці утворюються, коли гарячий матеріал піднімається в мантії (мантійний плюм), і просочується крізь кору до поверхні. Виверження виникає тільки в центрі плюму, а в інших частинах магма застигає у корі. Поступово тиск починає підіймати кору над плюмом і формує купол. Магма виходить на поверхню розсовуючи літосферу, формуючи по краях підняття глибокі рови. На кінцевому етапі магма застигає і купол обвалюється всередину. Цей рух «вивертає» рови по краях, перетворюючи їх на підняту кільцеву структуру.
Перші стадії формування вінця відбуваються усього за кілька сотень тисяч років, а ось остання (обвал і руйнування) триває мільйони років. Аналіз будови кількох десятків подібних структур на Венері вказує, що принаймні 37 з них, тобто трохи менше ніж у половини, присутні ознаки того, що остання стадія формування у них ще не нестала. Тобто вулканічна активність у цих місцевостях не може бути старшою за чверть мільйона років. Стадії розвитку деяких з цих структур свідчать про те, що вулканічні процеси на Венері тривають і зараз.
Найбільший вінець на Венері — це вінець Артеміди, який становить 2100 км в діаметрі.

## Вінці на Міранді
Овальні вінці на Міранді є дуже великими (100-300 км у поперечнику) порівняно з розмірами Міранди (470 км у діаметрі). Вони можливо утворилися як діапіри, за рахунок підняттям теплого льоду. Нагрівання льоду могло бути спричиненим процесом припливного тертя.